# Io so che tu sai che io so
Io so che tu sai che io so è un film del 1982 diretto e interpretato da Alberto Sordi, protagonista insieme a Monica Vitti.

## Trama
Fabio e Livia Bonetti, sposati e con una figlia, Veronica, vivono una vita apparentemente normale e quasi monotona: per lui i giorni trascorrono tra l'impiego in banca e le partite di calcio, restando distante dalla vita familiare. Un giorno scopre per caso che Livia è stata pedinata e filmata per alcuni giorni da un investigatore privato; recatosi all'agenzia investigativa per chiarimenti, scopre trattarsi in realtà d'un banale scambio di persona: a venire pedinata doveva essere Elena Vitali, residente nell'attico sopra l'appartamento (di sua proprietà) dei Bonetti, nonché moglie di Osvaldo Vitali, influente economista e politico.
La signora Vitali aveva infatti generato involontariamente l'equivoco prestando la propria auto a Livia e dapprima Fabio ci ride sopra, va a casa e racconta del malinteso alla moglie, che invece si mostra assai impensierita. Poco dopo apprendono che a Londra il dottor Vitali s'è suicidato, si preoccupano di finire coinvolti e s'insinuano quindi i dubbi su quanto la vedova Vitali possa avere commesso nel periodo di pedinamento. Un giorno Fabio nota per caso Livia che entra nell'agenzia ed esce con una valigia contenente il materiale filmato che la riguarda, che poi nasconde in cantina.
Sospettoso, prende la valigia e la porta con sé nella casa di campagna, dove tutto solo inizia a guardare i filmati scoprendo così che Livia sa che lui aveva per amante la collega d'ufficio Valeria e che le due donne si sono incontrate, raccontandosi i rapporti sessuali avuti con lui. Scopre inoltre che Livia intende lasciarlo e che lui non la conosce così bene come credeva, dagli atteggiamenti forti con gli estranei, all'abitudine di bere vino pur dichiarandosi astemia. Inoltre, Fabio apprende che Veronica è tossicodipendente e che viene per questo aiutata dalla madre e dal fidanzato Marco.
Sono tutte scoperte che fanno aprire a Fabio gli occhi sulla vita, sui problemi, ma anche su quanto la moglie l'ami ancora e lo voglia difendere da tutto: Livia, infatti, scoperta la tossicodipendenza della figlia, l'aiuta nella lotta, la salva dalla prostituzione e la vendica investendo con la propria auto l'avvocato Ronconi, amico di Fabio, che l'aveva iniziata alla droga: tutto senza mai rivelare nulla a Fabio. Ogni giorno in quella casa visiona una pellicola registrata, rientrando poi a casa la sera. Il terzo giorno Fabio apprende d'essere malato terminale, che gli rimane ancora poco tempo da vivere e che Livia aveva deciso di non metterlo al corrente: disperata, ne aveva parlato solo con Roman, per il quale aveva fatto una traduzione, della tragica malattia di Fabio.
Molto triste, Fabio cammina desolato ripensando alla propria vita che pare essere sul punto di concludersi; poi torna dentro a vedere il seguito della pellicola e vede Livia che s'incontra con Roman, che le riferisce che in realtà il marito sta bene e che l'equivoco è stato generato da uno scambio di cartelle cliniche, apprendendo così di godere d'ottima salute. Fabio salta quindi di gioia e grida di felicità, ma ben presto viene riportato alla realtà dai filmati successivi: questi mostrano infatti Livia felice di sapere che Fabio è in buona salute quando gli telefona (una scena iniziale del film) e gli comunica tutto il suo amore e il desiderio di fare l'amore con lui; Fabio, però, le risponde bruscamente di avere già in programma di guardare alla televisione la partita della Roma, respingendo sgarbatamente le proposte di Livia.
I filmati seguenti mostrano la moglie a letto con Roman, rammaricata per la vendetta che ha appena compiuto. Estremamente addolorato per la terribile scoperta, Fabio desiste con difficoltà dal suicidarsi e, prima di rientrare a casa, getta nel fiume vicino la valigia coi filmati: questa scena viene osservata di nascosto da Livia, che non vista era venuta a cercarlo nella casa di campagna. Giunto a casa, Fabio si lascia andare a un mare di lacrime, tenta goffamente di strangolare la moglie, senza averne il coraggio, e poi si confida con la figlia che sta cucinando la cena.
Veronica lo consola dicendogli che il tradimento della moglie è avvenuto solo una volta, oltretutto senza che lei abbia provato piacere. I coniugi si ritrovano soli, a cena insieme, ma Livia, invece di confidarsi, sceglie ancora una volta di non confessare apertamente il proprio tradimento, dicendo invece che un marito, da uomo di responsabilità con veri problemi quale è, non dovrebbe scandalizzarsi davanti all'eventuale tradimento della propria moglie, atteggiamento invece adottato dal dottor Vitali, che per questo motivo ha deciso di togliersi la vita. Ora, finalmente, i coniugi Bonetti possono dialogare liberamente a tavola, bevendo vino, della loro vita quotidiana senza nascondere le esperienze infelici che, anzi, aiutano a consolidare l'unione, tanto... "io so che tu sai che io so".

## Distribuzione
Il film è uscito nelle sale italiane il 17 settembre del 1982. In Francia uscì con il titolo Je sais que tu sais...

## Versioni
Del film ne esistono due versioni che differiscono per alcune scene. Una versione infatti ha la durata di 113 minuti, mentre l'altra (più breve) di 106. Nella versione ridotta due brevi sequenze sono assenti e un'altra è stata girata in modo diverso rispetto alla versione più completa. Di seguito sono elencate le differenze:
- La scena in cui Bonetti ha il secondo contatto con Cavalli nella versione ridotta, avviene telefonicamente, in banca, mentre nella versione integra ciò accade di presenza in quanto il bancario è convocato direttamente dall'investigatore all'interno del suo ufficio; inoltre nella versione integra tale dialogo è più lungo dato che sono presenti anche battute pronunciate dal nipote di Cavalli, il quale tenta di persuadere l'uomo a comperare il materiale presente in valigia; nella versione ridotta, tale dialogo viene interrotto a causa del fatto che Bonetti riattacca il ricevitore, interrompendo, senza preavviso, la telefonata.
- Nella versione ridotta, la scena in cui Veronica viene aiutata a drogarsi da Marco è più breve e la sequenza in cui Bonetti è svenuto sul pavimento viene omessa.
- Nella versione ridotta, la scena in cui la signora Vitali esegue la dichiarazione televisiva è anch'essa più breve, in quanto non fa alcun accenno alla tossicodipendenza della propria figlia.

## Colonna sonora
La colonna sonora del film è stata pubblicata su 33 giri prodotto da Enrico De Melis dalla General Music GM 30702, comprendente 14 brani, tutti composti da Piero Piccioni. Nella quinta traccia del Lato A la chitarra solista è di Toquinho.
La colonna sonora fu pubblicata anche in Francia, dalla Général Music France 803048, con gli stessi brani.
Lato A
1. Io so che tu sai (Titoli) – 3:25
2. Notte preziosa – 3:40
3. Occhio discreto – 3:45
4. Cercando il suo cielo lassù – 1:50
5. Volo di mezzanotte – 3:25
6. Io so tu sai egli sa... – 4:25

Durata totale: 20:30
Lato B
1. Bona nox – 3:10
2. Codice d'amore – 2:08
3. Chiro amanti – 1:30
4. Anche se sai... – 4:40
5. Ritmo macumbeiro – 1:45
6. Costruzione di un sogno – 2:05
7. Segugi talpa – 2:10
8. So che tu sapevi... – 2:20

Durata totale: 19:48